# 雪峰山隧道
雪峰山隧道是邵怀高速公路（后编为沪昆高速公路湖南邵阳至怀化段）上的一座隧道，为双洞双车道隧道，位于洞口县江口镇与洪江市铁山乡之间，工程总投资5亿人民币。施工单位为贵州省桥梁工程总公司第六工程处和中铁二十局集团二公司。
隧道群于2020年9月26日双向通车运营 。
通车后，汽车穿越雪峰山的时间将由原来的100分钟缩短为7分钟。